# Moripol
Moripol (o també Mirapol) és un llogaret del municipi de Gósol situat al vessant oriental de la serra de les Comes, a 1.379 m d'altitud. A uns 250 m al nord del poblet hi passa el torrent de Moripol.
L'església, dedicada a Sant Vicenç, depèn de la parròquia de l'Espà i ja és citada a l'acta de consagració de la catedral de la Seu d'Urgell (any 839) on apareix escrita sota la forma Mesapolo.